# Pomasia psylaria
Pomasia psylaria är en fjärilsart som beskrevs av Achille Guenée 1858. Pomasia psylaria ingår i släktet Pomasia och familjen mätare. Inga underarter finns listade i Catalogue of Life.